# Catasticta chelidonis
Catasticta chelidonis är en fjärilsart som först beskrevs av Carl Heinrich Hopffer 1874.  Catasticta chelidonis ingår i släktet Catasticta och familjen vitfjärilar. Inga underarter finns listade i Catalogue of Life.